# Autódromo Roberto José Mouras
De Autódromo Roberto José Mouras of Autódromo Mouras de la Plata is een racecircuit bij La Plata, Argentinië.